# Referéndum sobre la soberanía de las Islas Malvinas de 2013
El referéndum sobre la soberanía de las islas Malvinas de 2013 fue un plebiscito decidido por el gobierno local de las islas Malvinas, que es un territorio no autónomo administrado por el Reino Unido y cuya soberanía se encuentra en disputa con la República Argentina. Se llevó a cabo los días 10 y 11 de marzo de dicho año. A los habitantes de las islas Malvinas se les preguntó si querían que el archipiélago continuara bajo administración británica —como hasta ahora—, en razón del pedido de la Argentina para negociar la devolución de la soberanía de las islas.
Jurídicamente, la Organización de las Naciones Unidas lo considera un territorio de soberanía aún pendiente de definición, entre el Reino Unido —que lo administra— y la Argentina, que reclama su devolución. Además, dicho organismo no reconoció el referéndum.
El gobierno de Argentina ha argumentado que en el caso de las Malvinas no corresponde el derecho de libre determinación, ya que la población de las islas fue «implantada» por el Reino Unido tras la ocupación de las islas en 1833, siendo «controlados los movimientos migratorios» y cuya demografía «crece por las necesidades económicas y administrativas del gobierno colonial». También el gobierno argentino afirma que las resoluciones de las Naciones Unidas no hablan de la aplicación de la libre determinación en las islas, sino que Argentina respete los «intereses» de los isleños en cuanto a la identidad, el idioma, las tradiciones, etc, y que el país no quiere «quitarles su identidad británica ni cambiar su forma de vida».
En cuanto a la postura de los Estados Unidos sobre el referéndum, dicho país se ha mostrado de manera neutral hacia dichos comicios, indicaron que reconocen la administración de facto británica pero no toman posición sobre la soberanía de dichas islas.

## Antecedentes
Para poder comprender la disputa de soberanía entre Argentina y el Reino Unido, es necesario recordar que la nación americana es heredera de derechos españoles, y que éstos se remontan a la Concesión Papal del 2 de mayo, cuando el Papa Alejandro VI promulgó la bula intercaetera (que otorga todo el continente y sus islas a la Corona de Castilla; sean estas ya  descubiertas o por descubrir). Y esta concesión iba más allá de la línea imaginaria que dividió en su tiempo los dominios entre España y Portugal por el Tratado de Tordesillas en 1494. Además, según la opinión Argentina, el Artículo 8 del tratado de Paz de Utrecht en 1713 entre Gran Bretaña y España garantiza las posesiones españolas en América contra cualquier pretensión británica. Por consiguiente, en 1770, España obligó a los colonos británicos a dejar las Islas, pero luego el 22 de enero de 1771 por una declaración hecha en nombre de España, se les permitió restablecer su poblado. Esta declaración poseía la condición de que la restauración no afectaba la cuestión de los derechos soberanos de las islas. Pero en 1774 los británicos abandonaron las islas, ya que se alegaba que el poblado era una carga financiera (aunque los argentinos argumentan que en realidad fue por una cláusula confidencial en el acuerdo de 1771).
La situación política actual de las islas Malvinas es la de un territorio británico de ultramar. El Gobernador del territorio es designado por la Corona británica a propuesta del Gobierno británico, y tiene facultades limitadas.
Las islas tienen cierta autonomía interna, con una democracia parlamentaria. Los isleños eligen los miembros de la Asamblea Legislativa, que a su vez forma parte del poder ejecutivo. Al igual que otros territorios de ultramar del reino, el estado británico es responsable de solventar el costoso sistema de defensa del archipiélago, así como sus relaciones exteriores.
Las negociaciones sobre la soberanía de las islas tuvieron lugar entre Argentina y el Reino Unido en los años 1960 y 1970, pero a pesar de ciertos avances en la relación con el continente, no se llegó nunca a ningún acuerdo.
Tras el estancamiento en las negociaciones, en 1982, la Argentina recuperó las islas, dando inicio a la guerra de Malvinas que finalizó con la victoria británica. Desde la guerra, la Argentina ha seguido reclamando la reanudación de las negociaciones pacíficas a través de las Naciones Unidas, pero el Reino Unido se niega a dicha solicitud, declarando que los isleños tienen el derecho a la libre determinación.
La actual constitución de las islas Malvinas, en el capítulo 1, le otorga a los habitantes de las islas Malvinas el derecho a la libre determinación, que pudiera ejercerla en cualquier momento.
Dado que la Argentina exige que se cumplan las resoluciones de la ONU, abriendo negociaciones que permitan la restitución de su soberanía sobre el archipiélago, el Reino Unido buscó evadir la cuestión impulsando un referéndum para consultar a los habitantes de las islas sobre si desean que el territorio continúe administrado por el dicho reino. Si la mayoría de los votos hubiera optado por el no, el gobierno local habría llevado a cabo las consultas necesarias y los trabajos preparatorios con el fin de llevar a cabo un referéndum sobre las opciones alternativas.
En el cuarto aniversario del inicio de la guerra, la Asociación de las Islas Malvinas y el Instituto Marplan realizaron una encuesta entre todos los votantes registrados en las islas, cuyo resultado mostró que el 96,45 % de los isleños admitió seguir siendo un territorio británico. Ocho años más tarde, en una encuesta de inspiración argentina, el 87 % de los isleños rechazó cualquier forma de discusión de la soberanía en ninguna circunstancia, prefiriendo seguir siendo británicos.
La falta de contacto que durante el siglo XX la comunidad de las islas tuvo con la Argentina, luego de la guerra de 1982 se transformó en «animadversión». Las nuevas generaciones se desarrollan en un ambiente en que se exterioriza la antipatía hacia los vecinos del continente. Como generalmente ocurre en las comunidades pequeñas, no resulta fácil llevar en público una postura contraria a la opinión mayoritaria.
Actualmente en las islas, el portar una bandera de Argentina (incluso pequeña) se toma como un «acto de provocación» y se arriesga a otras consecuencias. Se pueden desplegar banderas argentinas sólo en las tumbas del cementerio argentino en Puerto Darwin, pero incluso allí las mismas deben estar atadas desde sus puntas, pues no se permite que flameen. También es visto como una provocación el vestir con la camiseta deportiva de la selección argentina. Incluso las banderas argentinas de los veleros son retiradas porque pueden provocar «preocupación y ansiedad entre algunos de los miembros de la comunidad».

### Escalada de tensiones a partir de 2010
Las tensiones diplomáticas sobre el estatus de las islas comenzaron a aumentar en 2010 con 30° aniversario de la guerra de las Malvinas y la decisión del gobierno de las Islas Malvinas de comenzar la exploración petrolera en aguas disputadas, iniciándose en 2015. Esto llevó a que el gobierno de Argentina lleve a cabo así un bloqueo comercial (a nivel nacional, latinoamericano y caribeño) que afectó al archipiélago austral. El gobierno argentino también comenzó una campaña diplomática, pidiendo a varios grupos internacionales apoyar la reanudación de las negociaciones, ganando el apoyo de organizaciones como la Unión de Naciones Suramericanas, Mercosur, ALBA, G-77, SICA, CELAC y el Grupo de Río, entre otros.
Debido a los reclamos y protestas que mantiene Buenos Aires, el gobierno de Londres ordenó el rearme sobre el Atlántico Sur y las islas Malvinas y con ello la ejecución de ejercicios militares, aunque a pesar de que el gobierno argentino acusó a Gran Bretaña de militarizar la región en disputa, el gobierno británico negó las acusaciones de que Londres militariza el océano Atlántico Sur y las Islas Malvinas.

## Desarrollo

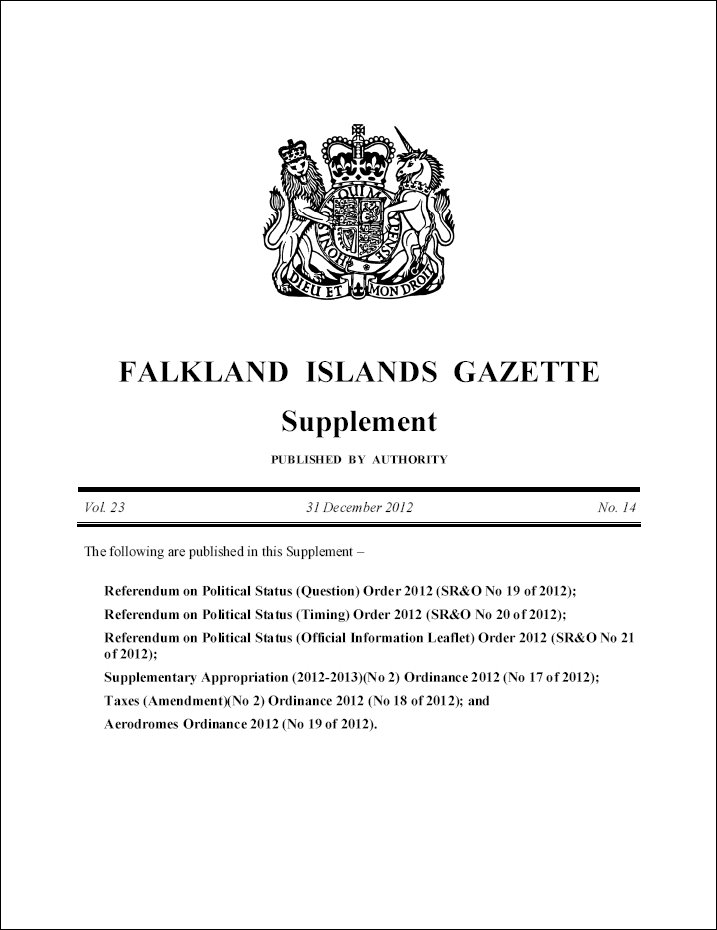
Publicación de la Falkland Islands Gazette del 31 de diciembre de 2012 donde aparece información sobre el referéndum.

En 2011, el ministro de Defensa argentino, Arturo Puricelli, afirmó que los isleños se mantuvieron como «rehenes» en las islas y más tarde sugirió que los militares británicos «[eran] el único elemento que defiende la usurpación de esa parte de nuestro territorio nacional». Esto llevó al gobernador de las Islas Malvinas, Nigel Haywood, a proponer un referéndum para que los isleños decidieran si querían o no seguir siendo británicos «para que podamos resolver el problema de una vez por todas».
La pregunta fue: «¿Desea que las islas Malvinas mantengan su estatus político actual como un territorio británico de ultramar?». Como respuesta se pudo optar por un «sí» o «no». En caso de que los isleños rechazaran la continuación de su situación actual, se llevaría a cabo un segundo referéndum con posibles alternativas políticas. Los funcionarios malvinenses anunciaron la realización una campaña por las dos opciones y que el gobierno ya se encontraba buscando observadores internacionales para garantizar la transparencia de la iniciativa.
La Asamblea Legislativa de las Islas Malvinas anunció el referéndum el 12 de junio de 2012. La propuesta fue apoyada por el primer ministro británico, David Cameron, quien dijo que «defenderá y respetará» los resultados. El anuncio fue hecho por el legislador malvinense Gavin Short, que dijo:

«Hemos pensado cuidadosamente acerca de cómo transmitir un fuerte mensaje al mundo exterior que expresa los puntos de vista de la gente de las Malvinas de manera clara, democrática e incontestable. Así que hemos decidido, con el pleno apoyo del Gobierno británico, para celebrar una referéndum sobre las Islas Malvinas para eliminar cualquier posible duda sobre nuestros deseos.»

La fecha de la votación y el texto exacto de la pregunta fue anunciado por el Gobierno de las Islas Malvinas.
La redacción definitiva de la propuesta fue obra de la Asamblea Legislativa, en octubre de 2012, y oficialmente aprobado por el Consejo ejecutivo el 21 de noviembre de 2012.
Dos legisladores isleños, Dick Sawle y Barry Elsby, hicieron en septiembre de 2012 una gira por varios países de América Latina después de su participación como observadores en la reunión ParlAmericas en Panamá, visitando también Colombia, Guatemala, y México. Allí, los legisladores dijeron que, el referéndum en las Malvinas «tendrá observadores internacionales para que puedan ver con sus propios ojos cómo el proceso evoluciona con transparencia y equidad», y que «los consejeros están ayudando a redactar la pregunta del referéndum para que sea exacta, clara y razonable, de modo que no haya lugar para los errores de interpretación».
Un mes antes del referéndum, la oficina filatélica de las islas lanzó estampillas alusivas.
La población del archipiélago hacia ese año era de 2841 habitantes. Para poder votar en el referendo, los electores debían residir en las islas, y ser mayores de 18 años. Según el censo de 2012, el 11% del electorado no era nacido en las islas o en el Reino Unido. Esto incluyó a trece argentinos no nacidos en las islas, pero que viven allí. También incluyó a chilenos, filipinos, de la isla Santa Elena y de países escandinavos, entre otros. Las urnas estuvieron abiertas de 10:00-18:00 FKST (UTC-3) el domingo 10 y lunes 11 de marzo de 2013 en las dos circunscripciones de las islas (Stanley y Camp).
Hubo unos sesenta periodistas de varios países del mundo cubriendo los comicios, que llegaron en el vuelo semanal de LAN Airlines desde Chile. Los centros de votación estuvieron habilitados el domingo 10 en cuatro localidades del archipiélago, dos en la isla Soledad (Puerto Argentino/Stanley y Pradera del Ganso) y otros dos en la isla Gran Malvina (Bahía Fox y Puerto Mitre). Además hubo cinco centros de votación "móviles", instalados en vehículos todo terreno que visitaron el lunes 11 algunos lugares más alejados de las islas.
Barry Elsby, uno de los ocho miembros de la Asamblea Legislativa de las islas, dijo a un periodista español que la intención de los malvinenses es «decirle al mundo cómo se sienten de cara al futuro» y que confiaban en que el apoyo al «sí» sería de entre un 80 y un 90%. También dijo que la intención de los isleños era la de mostrar «la realidad de las islas Falklands» y que quieren hablar con Argentina «pero no de la soberanía». Gavin Short dijo que el referéndum es un «derecho humano» que tiene la población isleña. Dick Sawle, declaró a la BBC que esperaba que el resultado «reafirme el principio de auto-determinación de los isleños y envíe un mensaje tanto a la comunidad internacional como a los argentinos» y rechazó la posición argentina acerca de que los isleños son una población «implantada», al indicar que los habitantes de Malvinas «llevan más tiempo en las islas que los argentinos en Argentina».
Estaban habilitados para votar un total de 1672 electores, 155 de ellos (9,2 %) no votaron. De los que sí lo hicieron 1513 optaron por que las islas continúen siendo administradas por el gobierno británico (99,83 % de los votos), mientras que 3 personas (un 0,17 % de los votos) se inclinó por un cambio del statu quo, no pudiendo ser este interpretado como perteneciente a una única opción, pues el cambio podría referirse al reclamo por la independencia plena, a la restitución de la soberanía de las islas a la Argentina, o a otras posibles alternativas jurídicas, las cuales sólo habrían sido presentadas formalmente si el voto por el no hubiera sido el mayoritario.
En los días de votación y en los festejos de los resultados, los isleños colgaron banderas del Reino Unido en sus casas y las llevaron en los vehículos, incluso en sus vestimentas o sobre sus mascotas, bolsos, paraguas, etc. También se enarbolaron banderas con leyendas ofensivas hacia la Argentina, o con mapas en que ese país aparecía hundido en el Atlántico.

## Posición del Reino Unido
El Reino Unido, quien considera ciudadanos británicos a los isleños, inscribió a las islas en la ONU como «territorio no autogobernado», cuyo futuro depende del deseo de los habitantes de las islas, otorgándoles de este modo el derecho de autodeterminación. Desde la Guerra de las Malvinas, en el año 1982, el Reino Unido se negó a tratar la cuestión de la soberanía, si esta no conformaba los deseos de los habitantes de las Malvinas. De esta manera, dispensa la prerrogativa sobre cualquier posible resolución del conflicto, exclusivamente en los deseos de los propios habitantes de esas islas australes.
Canadá, Sierra Leona y la Comunidad del Caribe expresaron su apoyo al referéndum. Canadá financió en parte la misión internacional de observación en el referéndum. Tras conocerse los resultados, el gobierno canadiense dijo que el resultado fue «muy claro» y «solo» el pueblo de las Islas tienen derecho a decidir su futuro.
El 28 de noviembre de 2012, Gran Bretaña denunció que Argentina había puesto en marcha una campaña para «socavar la legitimidad» del referéndum.

## Posición de Argentina

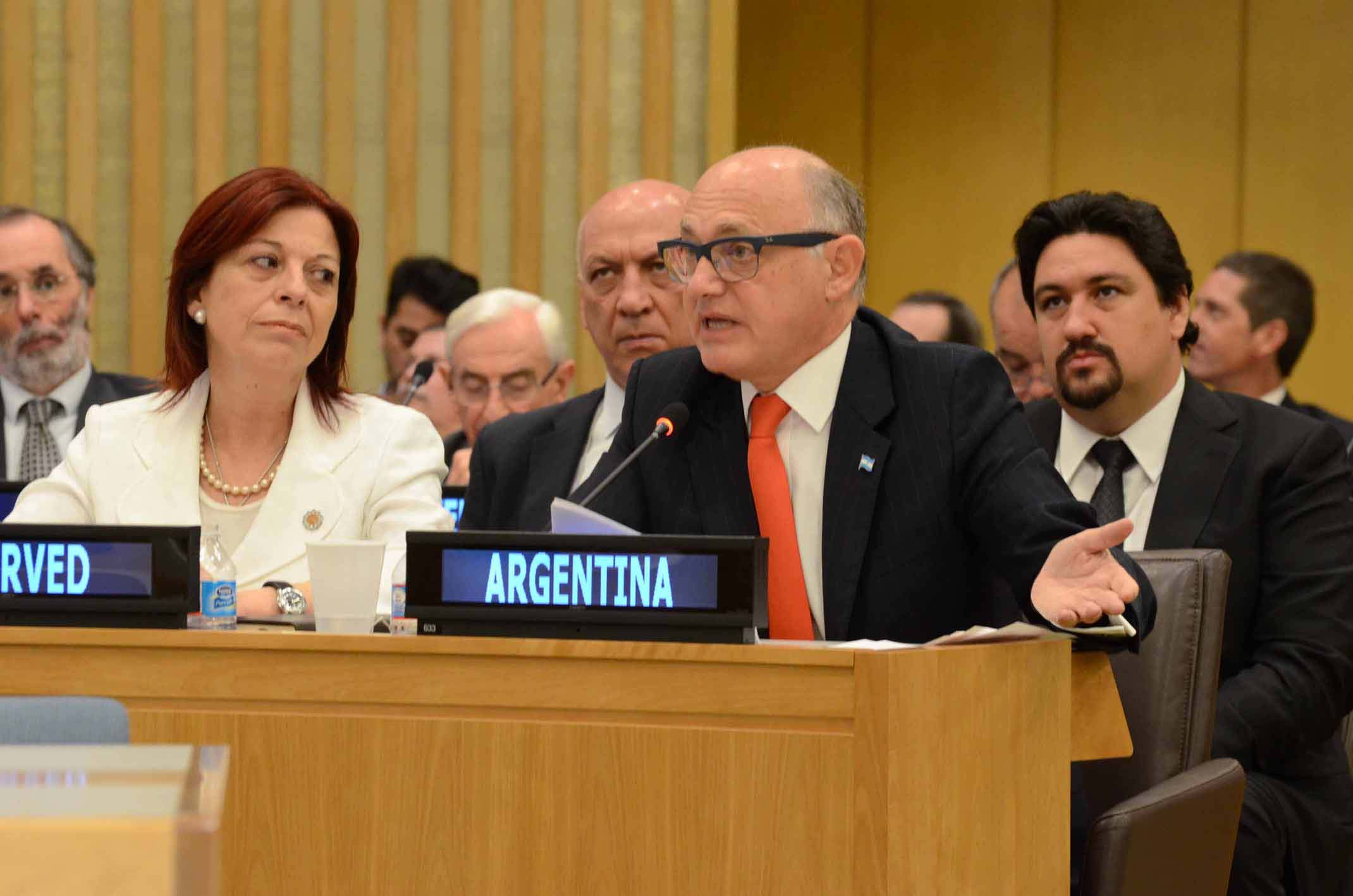
Héctor Timerman y María Cristina Perceval en el Comité de Descolonización de la ONU en junio de 2013 exponiendo la posición argentina en la disputa de soberanía en la Cuestión Malvinas.

Argentina considera que la Resolución 2065 (XX) instó a resolver la disputa a través de negociaciones, teniendo en cuenta los «intereses» y no los «deseos» de los isleños. Argentina niega que corresponda a esa población, decidir a cuál de los dos países pertenece el territorio, considerando que los isleños «no constituyen un pueblo preexistente, son súbditos británicos» y, como tales, no pueden ser los árbitros de un conflicto en el cual el Reino Unido es parte. De esta manera, solo habría dos partes en la disputa de soberanía, la Argentina y el Reino Unido.
Por eso, el gobierno argentino se ha negado a una invitación del gobierno local del archipiélago para hablar con una delegación de isleños.
En la cumbre de G-20 celebrada en México en 2012, David Cameron se enfrentó a la presidenta argentina, Cristina Fernández de Kirchner y le pidió «respetar» el referéndum, mientras que ella dijo que la cuestión debe resolverse de conformidad con las resoluciones de la Asamblea General de las Naciones Unidas.
Guillermo Carmona, presidente de la Comisión de Asuntos Exteriores de la Cámara de Diputados de Argentina, condenó el referéndum diciendo que «esto no tiene ningún valor en absoluto, desde Argentina rechazamos la posibilidad de la libre determinación de la población implantada, como la población británica implantada en las Islas Malvinas».
Un grupo de diplomáticos argentinos recorrieron países de América Latina, el Caribe y África para defender el reclamo de Argentina de las islas y convencer a los gobiernos de los «inconvenientes» de enviar observadores para supervisar el referéndum. Durante una visita a Londres el 6 de febrero de 2013, el ministro de Relaciones Exteriores argentino, Héctor Timerman, afirmó que los malvinenses «no existen» como tales, son ciudadanos británicos en las islas en disputa.
A principios de marzo de 2013, los senadores Miguel Pichetto, Daniel Filmus, Ernesto Sanz, Jaime Linares y Rubén Giustiniani solicitaron una sesión especial convocada para el 13 de marzo para repudiar el referéndum. Filmus dijo que el referéndum «no cambia en absoluto la posición argentina» y expresó:

«Este referéndum es una nueva acción política de naturaleza publicitaria pergeñada por el Reino Unido, ante la ofensiva diplomática que ha llevado a cabo Argentina en todos los foros internacionales y la solidaridad que ha concitado entre las naciones. Debemos denunciar la trampa que esconde la apariencia de “participación popular” en el caso de un pueblo implantado. Esta maniobra publicitaria no tiene ninguna validez para la legislación del derecho internacional».

La embajadora argentina en el Reino Unido, Alicia Castro, expresó que «los kelpers, son británicos, pero el territorio en el que habitan no lo es».

## Posición de las Naciones Unidas
Las Naciones Unidas no reconoció el referéndum por no haber sido organizado ni realizado bajo los auspicios de este organismo, sino que fue unilateralmente organizado por el Reino Unido, violando la Resolución A/RES/31/49 de la Asamblea General de las Naciones Unidas, cuyo punto 4 dispone que:

"31/49. Cuestión de las Islas Malvinas (Falkland).

La Asamblea General, [...] 4. Insta a las dos partes a que se abstengan de adoptar decisiones que entrañen la introducción de modificaciones unilaterales en la situación mientras las islas están atravesando por el proceso recomendado en las resoluciones arriba mencionadas; [...]".

## Observadores
Tras el anuncio del referéndum, el ministro de Estado británico de Asuntos Exteriores y del Commonwealth, Jeremy Browne, dijo que el Gobierno de las Islas invitaría a observadores internacionales independientes para verificar el resultado del referéndum. La Misión Internacional de Observación del Referéndum en el referéndum fue dirigida por Brad Smith, de Estados Unidos e incluyó representantes de Canadá, México, Uruguay, Paraguay, Chile y Nueva Zelanda.
Tras la proclamación de los resultados, Smith anunció que «la misión de observación internacional ha concluido que el proceso de votación fue ejecutado de acuerdo con las normas internacionales y las leyes locales. El proceso fue técnicamente sólido, con un cumplimiento sistemático de los procedimientos de votación establecidos... Es nuestra conclusión de que el proceso de las Islas Malvinas referéndum libre y justo, lo que refleja la voluntad democrática de los votantes de las Islas Malvinas».
Julián Domínguez, presidente de la Cámara de Diputados de Argentina, criticó a Jaime Trobo, miembro de la Cámara de Diputados de Uruguay, por unirse a la misión de observación, diciendo que «es traición a la patria para el conjunto de América Latina, que un legislador del Uruguay asista a un referéndum sobre la soberanía de las islas Malvinas, un territorio que pertenece a los argentinos».
Horas antes de que comenzara la votación el 10 de marzo, el gobierno de las islas retiró la acreditación del politólogo Peter Willetts, catedrático de la City University London, por asegurar que la consulta «no será reconocida por la ONU como un acto de autodeterminación» ya que el organismo no lo considera como «el simple derecho de las personas a elegir vivir como quieren». Explicó que «significa en realidad elegir entre tres formas para el autogobierno (independencia, integración, o "libre asociación" con otro país). Pero, para la ONU, no es ni será una opción seguir siendo un territorio británico de ultramar, como se está votando aquí». Sin embargo, el profesor Willets también dijo que «no tengo ninguna duda de que en el derecho internacional los habitantes de las Malvinas tienen el derecho a la libre determinación. No hay ninguna base legal para decir la afirmación de la soberanía argentina anula este derecho democrático.»
El gobierno isleño dijo que Willetts había «violado la neutralidad que correspondía a su cargo», ya que consideraban que había alentado «a que se votara por la opción no». Tras el referéndum, el profesor Willets dijo: «Entiendo por qué algunas personas vieron mi discusión sobre el estado del Territorio de Ultramar podría sugerir indirectamente el apoyo a un voto No, a pesar de que no era mi intención».

## Resultados
El resultado fue anunciado por Keith Padgett, el Jefe del Ejecutivo de las Islas Malvinas, a las 22:40 FKST (UTC-3), en el ayuntamiento de la capital isleña. El amplio apoyo al deseo de seguir siendo un territorio británico se esperaba, incluso incluyendo el voto positivo de la pequeña población de nacidos en la parte continental argentina. Varios comentaristas, entre ellos el corresponsal de la BBC Caroline Wyatt, habían anticipado un «"no" rotundo» de los isleños, que querían un segundo referéndum sobre la independencia. Tras conocerse los resultados, el primer ministro británico, David Cameron, dijo que «los isleños han hablado con tanta claridad acerca de su futuro, y ahora otros países alrededor de todo el mundo, espero, que respeten y reverencen este resultado muy, muy claro». Poco después, varios isleños celebraron el resultado en Puerto Argentino/Stanley.
| Opción                                                                                             | Votos                | Porcentaje |
| -------------------------------------------------------------------------------------------------- | -------------------- | ---------- |
| Sí                                                                                                 | 1513                 | 99,8 %     |
| No                                                                                                 | 3                    | 0,2 %      |
| Votos válidos                                                                                      | 1516                 | 99,9 %     |
| Votos inválidos o en blanco                                                                        | 1                    | 0,1 %      |
| Total                                                                                              | 1517                 | 100,0 %    |
| Participación                                                                                      | Participación        | 90,7 %     |
| Votantes registrados                                                                               | Votantes registrados | 1672       |
| Fuentes: BBC y Gobierno de las Islas Malvinas Archivado el 11 de marzo de 2013 en Wayback Machine. |                      |            |

Tras el referéndum, el representante permanente el Reino Unido ante la ONU, Mark Lyall Grant, realizó una conferencia de prensa sobre el resultado. Allí pidió que «su deseo [de los habitantes a ser británicos] debe ser respetado y su voz debe ser escuchada». También comparó el caso de la disputa por Gibraltar.

## Comparación con el referéndum de Crimea
El 17 de marzo de 2014, a más de un año del referendo y en plena Crisis de Crimea, Cristina Fernández de Kirchner, tras un encuentro con el papa Francisco hizo mención al conflicto con el Reino Unido por las islas Malvinas y aprovechó para hacer un paralelismo con el referéndum de Crimea. Criticó la «doble moral» de los países occidentales al afirmar que «un referéndum realizado por Crimea es malo, pero uno hecho por los kelpers es bueno». Fernández de Kirchner expresó su apoyo al referéndum de Crimea, afirmando que en el caso de Crimea se trata de uno de los «famosos plebiscitos de la autodeterminación de los pueblos» estipulados por la Carta de las Naciones Unidas.
El 22 de mayo, el legislador isleño Roger Edwards leyó en Fiji por tercera vez un discurso en la Cumbre Pre-Comité de Descolonización de las Naciones Unidas (Pre-C24). Allí comparó el referéndum de Malvinas con el de Crimea (debido a la crítica de la presidenta argentina del «doble rasero» de los países Occidentales). Explicó ante el comité los motivos por el cual se llevó a cabo la consulta en las islas y criticó al gobierno argentino por sus reacciones y sus políticas en América Latina por su reclamo de soberanía, refiriéndose al país como «nuestro vecino agresivo» en algunas ocasiones. Edwards dijo que el referéndum en las Malvinas «fue desarrollado por el gobierno isleño durante un período de varios meses, y en consulta con los habitantes», fueron «transparentes», contaron con observadores internacionales y se realizó «de conformidad con la Ley de las islas». En cambio, el referéndum de Crimea, violó la Constitución de Ucrania y sin la participación del Gobierno de Ucrania o de observadores internacionales. También dijo que el derecho de los isleños a determinar su propio futuro es «inequívoco» por el principio de la libre determinación de la Carta de las Naciones Unidas.